# Noblesia
Noblesia Nakasone – rodzaj grzybów z rodziny strocznikowatych (Meruliaceae).

## Systematyka i nazewnictwo
Pozycja w klasyfikacji według Index Fungorum: Meruliaceae, Polyporales, Incertae sedis, Agaricomycetes, Agaricomycotina, Basidiomycota, Fungi.
Synonim: Acia P. Karst.
Gatunki występujące w Polsce:
- Noblesia crocea (Schwein.) Nakasone 2021 – tzw. kolcówka jabłoniowa
- Noblesia femsjoeensis (Litsch. & S. Lundell) Nakasone 2021

Nazwy naukowe i wykaz gatunków na podstawie Index Fungorum. Nazwa polska według W. Wojewody.